# 410. pr. n. št.
410. pr. n. št. je deveto desetletje v 5. stoletju pr. n. št. med letoma 419 pr. n. št. in 410 pr. n. št.. 